# Hluchová
Die Hluchová ist ein rechter Nebenfluss der Olsa in Tschechien.

## Verlauf
Die Hluchová entspringt am Stožek-Sattel nahe der polnischen Grenze in den Schlesischen Beskiden. Ihre Quelle befindet sich nördlich des Velký Stožek/Stożek Wielki (978 m) bzw. südlich des Stożek Mały/Malý Stožek (843 m). Sie fließt zunächst nach Nordwesten durch ein tiefes bewaldetes Kerbtal, in dem die Ansiedlungen Stožek, Kolibiska, Setinka, Poledná und Hluchová liegen, nach Nýdek. Zwischen den Siedlungen Brandýs und Odmiarek ändert die Hluchová am nördlichen Fuße des Polední (656 m) ihre Richtung nach Südwesten. Über Pod Polednou erreicht das Flüsschen schließlich Bystřice nad Olší, wo es vom Viadukt der Bahnstrecke Žilina–Bohumín überbrückt wird. Nach 10,7 Kilometern mündet die Hluchová unterhalb von Bystřice nad Olší in die Olsa mündet. 180 Meter flussabwärts fließt von der gegenüberliegenden Seiten die Kopytná in die Olsa.

## Zuflüsse
- Setinka (r), am Fuße des Velký Sošov (885 m)
- Střelmá (r), Nýdek
- Hoský potok (r), Nýdek
- Odmiarek (r), Odmiarek
- Suchý potok (l), Pod Polednou
- Bystřický potok (l), Bystřice nad Olší